# علي محمد اليزيدي
علي محمد اليزيدي أمين مساعد للتنظيم الوحدوي الشعبي الناصري من مواليد محافظة أبين. وزير الإدارة المحلية السابق في حكومة باسندوة في الفترة  7 ديسمبر 2011 حتى نوفمبر 2014.

## المناصب السابقة
عضو مجلس نواب خلال الفترة 1997م -2003م.